# 拟鳗鲡属
拟鳗鲡属是一种发现于意大利蒙特波卡的史前鳗鲡，属下仅一种“鳃盖拟鳗鲡A.branchiostegalis”，属于一种基干鳗鲡目物种。